# Инвенция
Инвенция – полифонична имитационна форма с преобладаващо еднородно движение, характерна изключително за творчеството на Йохан Себастиан Бах.